# Dornelas (Amares)
Dornelas é uma povoação portuguesa sede da Freguesia de Dornelas do Município de Amares, freguesia com 3,39 km² de área e 510 habitantes (censo de 2021), tendo, por isso, uma densidade populacional de 150,4 hab./km².

## História
Integrava o concelho de Entre Homem e Cávado, extinto em 31 de dezembro de 1853, data em que passou para o concelho (atual município) de Amares.

## Demografia
A população registada nos censos foi:
| Distribuição da População por Grupos Etários | Distribuição da População por Grupos Etários | Distribuição da População por Grupos Etários | Distribuição da População por Grupos Etários | Distribuição da População por Grupos Etários |
| -------------------------------------------- | -------------------------------------------- | -------------------------------------------- | -------------------------------------------- | -------------------------------------------- |
| Ano                                          | 0-14 Anos                                    | 15-24 Anos                                   | 25-64 Anos                                   | > 65 Anos                                    |
| 2001                                         | 82                                           | 96                                           | 252                                          | 93                                           |
| 2011                                         | 74                                           | 53                                           | 280                                          | 101                                          |
| 2021                                         | 45                                           | 54                                           | 222                                          | 189                                          |